# Alfred W. Crosby
Alfred W. Crosby (Boston, Massachusetts, 15 de janeiro de 1931 - Boston, 14 de março de 2018) foi um historiador, professor e autor de livros como Intercâmbio colombiano (1972) e Imperialismo Ecológico (1986). Nesses trabalhos, ele fornece explicações com bases geográficas e biológicas para responder o porque dos europeus serem capazes de enfrentar, com relativa facilidade, o que ele chama de Neoeuropas da Australásia, América do Norte e América do Sul.
Reconhecendo que a maioria da riqueza moderna está localizada na Europa e nas Neoeuropas, Crosby investiga quais são as causas históricas por trás dessa disparidade. De acordo com Hal Rothman, um professor de História da Universidade de Nevada-Las Vegas, Crosby "adiciona biologia para o processo de exploração humana, com explicações para eventos tão diversos como a conquista de Cortez no México e da queda do Império Inca que fez uso da essência vital física da humanidade".
Jared Diamond, autor de Armas, Germes e Aço, chegou à similar conclusão sobre toda biologia e ecologia da história humana.
Crosby é professor emérito de História, Geografia e Estudos Americanos. Ele deu aula na Universidade do Texas, Universidade Yale, Biblioteca Nacional da Nova Zelândia e Universidade de Helsinque. Ele foi apontado como acadêmico pelo presidente finladês Martti Ahtisaari.